# 松行康夫
松行 康夫（まつゆき やすお、1937年10月1日 - ）は、日本の経営学者。学術博士（慶應義塾大学・論文博士・1985年）。東洋大学名誉教授。

## 略歴
福岡県北九州市出身。1962年電気通信大学通信経営学科卒、1967年国際基督教大学大学院修士課程修了、1985年「地域計量経済モデルによる地方自治経営制御政策に関する研究 近郊都市としての三鷹市の事例研究」で学術博士（慶應義塾大学）の学位を取得。1967年国際基督教大学助手、1969年東京農工大学講師、1970年助教授、1990年教授、1991年東洋大学経営学部教授。2008年定年、名誉教授。

## 著書
- 『経営計画モデル』税務経理協会 1988
- 『経営情報論 CIM & SIS』創成社 新しい時代の経営学選書 1990
  - 『経営情報論 経営管理と情報技術 増補版』2000
- 『進化経営学 生命プロセスの認識』白桃書房 2006

### 共編著
- 『経営数学』藤沢袈裟利共著 丸善 経営学全書 1975
- 『都市経営論序説』武田益共編 ぎょうせい 1983
- 『経営思想の発展 経営管理を中心として』北原貞輔共著 勁草書房 1997
- 『環境経営論』北原貞輔共編著 税務経理協会 1998-99
- 『組織間学習論 知識創発のマネジメント』松行彬子共著 白桃書房 2002
- 『価値創造経営論 知識イノベーションと知識コミュニティ』松行彬子共著 税務経理協会 2004
- 『公共経営学 市民・行政・企業のパートナーシップ』松行彬子共著 丸善 2004
- 『ソーシャルイノベーション 地域公共圏のガバナンス』松行彬子,松行輝昌共著 丸善出版 2011

### 翻訳
- 『電子計算機教育の基本構想 米国大統領科学諮問委員会報告書』藤沢袈裟利共訳 ラテイス 1970
- フィリップ・M.モース, ローラ・W.ベーコ共編『計量行政学 公共システムのためのOR』藤沢袈裟利,藤田忠共訳 鹿島研究所出版会 1972

## 論文
- 松行康夫「政府の産業政策と企業経営 : 建設関連業の事例研究(産業技術の新展開と経営管理の課題)」『經營學論集』第53巻、日本経営学会、1983年、187-193頁、CRID 1390001205821360128、doi:10.24472/abjaba.53.0_187、ISSN 2432-2237。
- 松行康夫「都市情報学の体系と枠組に関する視座」『日本都市情報学会学会誌』第1巻第1号、日本都市情報学会、1988年9月、4-13頁、CRID 1540291245332168320。
- 松行康夫「企業の海外進出と国際専用回線通信ネットワークの形成」『オフィス・オートメーション』第9巻第3号、日本情報経営学会、1988年9月、16-28頁、CRID 1390564238061067648、doi:10.20627/officeautomation.9.3_16、ISSN 0389-570X。
- 松行康夫「開放型ネットワークとしてのEDIによる管理革新」『オフィス・オートメーション』第13巻第1号、日本情報経営学会、1992年4月、4-5頁、CRID 1390001288108372096、doi:10.20627/officeautomation.13.1_4、ISSN 0389-570X。
- 松行康夫「行動科学的意思決定論の展開(新しい企業・経営像と経営学)」『經營學論集』第63巻、日本経営学会、1993年、209-213頁、CRID 1390282680798015872、doi:10.24472/abjaba.63.0_209、ISSN 2432-2237。
- 松行康夫「<論文>非決定的な問題状況の構造化とソフトシステム方法論」『経営論集』第49巻、東洋大学、1999年3月、169-182頁、CRID 1050845763793461760、ISSN 0286-6439。
- 松行康夫「<論文>デジタル社会の創生と経営管理の変革」『経営論集』第51巻、東洋大学、2000年3月、159-173頁、CRID 1050845763793455744、ISSN 0286-6439。
- 松行康夫「デジタル社会の創出と電子政府の形成(【<特集I>:E-政府論】)」『オフィス・オートメーション学会誌』第22巻第4号、日本情報経営学会、2002年1月、2-8頁、CRID 1390564238061372288、doi:10.20627/jssoa.22.4_2、ISSN 13492861。
- 松行康夫「近代科学の形成と還元主義的機械論科学の特質」『経営論集』第60巻、東洋大学経営学部、2003年3月、65-75頁、CRID 1050001338862497024、ISSN 0286-6439。
- 松行康夫「知識コミュニティとしてのサイバー社会の光と陰(<特集>ITと社会生活-サイバーコミュニティの功罪)」『オフィス・オートメーション学会誌』第25巻第3号、オフィス・オートメーション学会編集委員会、2005年1月、3-12頁、CRID 1522262179925900160、ISSN 13492861。
- 松行康夫「北九州市の環境再生と新しい技術経営による企業競争力の創成 (研究領域 弾力的な経営組織関連とテクノロジーからの競争力創成領域)」『経営力創成研究』第4巻第1号、東洋大学経営力創成研究センター年報編集委員会、2008年3月、3-17頁、CRID 1050282813838268672、ISSN 1880-0521。